# یواس‌اس پنی (اس‌پی-۶۹۹)
یواس‌اس پنی (اس‌پی-۶۹۹) (به انگلیسی: USS Pawnee (SP-699)) یک کشتی بود که طول آن ۱۱۴ فوت (۳۵ متر) بود. این کشتی در سال ۱۹۰۴ ساخته شد.